# Ares (Galiza)

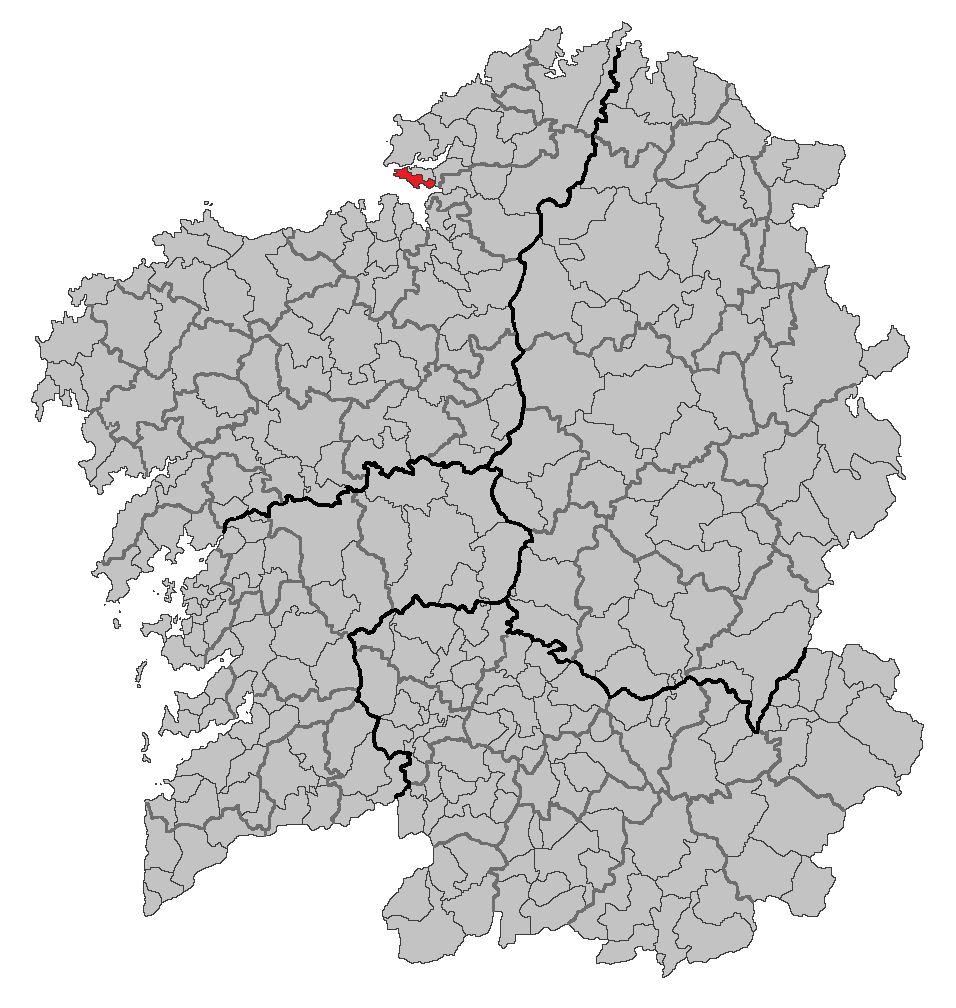
Localização de Ares (Espanha)

Ares é um município da Espanha na província
da Corunha,
comunidade autónoma da Galiza, de área 18,48 km² com
população de 5598 habitantes (2007) e densidade populacional de 302,92 hab./km².

## Demografia
| Variação demográfica do município entre 1991 e 2004 | Variação demográfica do município entre 1991 e 2004 | Variação demográfica do município entre 1991 e 2004 | Variação demográfica do município entre 1991 e 2004 |
| --------------------------------------------------- | --------------------------------------------------- | --------------------------------------------------- | --------------------------------------------------- |
| 1991                                                | 1996                                                | 2001                                                | 2004                                                |
| 4511                                                | 4576                                                | 5003                                                | 5265                                                |